# Kevin Bua
Kevin Bua (* 11. August 1993) ist ein schweizerisch-spanischer Fussballspieler auf der Position eines Mittelfeldspielers.

## Karriere

### Vereine
Kevin Bua spielte seit seiner Jugend bei Servette FC Genève und erhielt im Jahr 2013 seinen ersten Profivertrag. 2015 wechselte er zum FC Zürich in die Super League und 2016 zum FC Basel. Nach einer Station beim CD Leganés in Spanien schloss er sich 2021 dem FC Sion an.

### Nationalmannschaft
Bua spielte dreimal für die Schweizer U-20-Auswahl.